# Echoes: The Best of Pink Floyd
Echoes: The Best of Pink Floyd ist eine Kompilation der britischen Rockband Pink Floyd. Sie erschien im Jahr 2001 bei EMI.

## Entstehung und Veröffentlichung
Obwohl seit The Division Bell im Jahr 1994 kein neues Material entstanden war, kamen regelmäßig Pink-Floyd-Tonträger auf den Markt – so z. B. die Livealben Pulse 1995 und Is There Anybody Out There? The Wall Live 1980–81 2000. So sollte im Jahr 2001 eine Best-of-Kompilation folgen, die erste seit Works 1983.
Echoes, nach dem gleichnamigen Stück von Meddle benannt, wurde von James Guthrie und Pink Floyd produziert, von Doug Sax, James Guthrie und Joel Plante gemastert. Auf dem Doppelalbum wurden Stücke aus allen Schaffensperioden der Band zusammengestellt, allerdings nicht in chronologischer Reihenfolge. Das Cover wurde von Storm Thorgerson gestaltet und beinhaltet Elemente aus vielen verschiedenen älteren Albumcovern.

## Titelliste
CD 1
1. Astronomy Domine – 4:10 (von The Piper at the Gates of Dawn, 1967)
2. See Emily Play – 2:47 (Single, 1967)
3. The Happiest Days of Our Lives – 1:38 (von The Wall, 1979)
4. Another Brick in the Wall (Part 2) – 4:01 (von The Wall, 1979)
5. Echoes – 16:30 (von Meddle, 1971)
6. Hey You – 4:39 (von The Wall, 1979)
7. Marooned – 2:02 (von The Division Bell, 1994)
8. The Great Gig in the Sky – 4:39 (von The Dark Side of the Moon, 1973)
9. Set the Controls for the Heart of the Sun – 5:20 (von A Saucerful of Secrets, 1968)
10. Money – 6:29 (von The Dark Side of the Moon, 1973)
11. Keep Talking – 5:57 (von The Division Bell, 1994)
12. Sheep – 9:46 (von Animals, 1977)
13. Sorrow – 8:45 (von A Momentary Lapse of Reason, 1987)

CD 2
1. Shine On You Crazy Diamond (Parts 1–7) – 17:32 (von Wish You Were Here, 1975)
2. Time – 6:48 (von The Dark Side of the Moon, 1973)
3. The Fletcher Memorial Home – 4:07 (von The Final Cut, 1983)
4. Comfortably Numb – 6:53 (von The Wall, 1979)
5. When the Tigers Broke Free – 3:42 (vom The-Wall-Soundtrack)
6. One of These Days – 5:14 (von Meddle, 1971)
7. Us and Them – 7:51 (von The Dark Side of the Moon, 1973)
8. Learning to Fly – 4:50 (von A Momentary Lapse of Reason, 1987)
9. Arnold Layne – 2:52 (Single, 1967)
10. Wish You Were Here – 5:20 (von Wish You Were Here, 1975)
11. Jugband Blues – 2:56 (von A Saucerful of Secrets, 1968)
12. High Hopes – 6:59 (von The Division Bell, 1994)
13. Bike – 3:24 (von The Piper at the Gates of Dawn, 1967)

## Rezensionen
„Echoes is nearly the best possible assembly of the band’s individual songs one could hope for, and collectors and completists should be overjoyed.“

„Mit Ausnahme der Debutsingle und des eher unnötigen ‘Set The Tigers Free,’ [sic!] das bislang nur auf dem Soundtrack zu ‘The Wall’ zu hören war, besteht das Album aus den schon bekannten Studioversionen. Das ist nur auf den ersten Blick enttäuschend, denn die manische Suche nach Perfektion ist ein wesentlicher Bestandteil des Sounds, der digital überarbeitet teilweise noch bombastischer wirkt als bei der Erstveröffentlichung.“

„All the usual suspects are here with a few glaring omissions and several quite brave choices. […] What brings these tracks back to life after so long at the back of our record collections is the way they’ve been segued in non-chronological order, creating startling new contexts and contrasts.“

## Kommerzieller Erfolg

### Chartplatzierungen
| ChartsChartplatzierungen       | Höchstplatzierung | Wochen |
| ------------------------------ | ----------------- | ------ |
| Deutschland (GfK)              | 1 (19 Wo.)        | 19     |
| Österreich (Ö3)                | 2 (17 Wo.)        | 17     |
| Schweiz (IFPI)                 | 3 (30 Wo.)        | 30     |
| Vereinigte Staaten (Billboard) | 2 (26 Wo.)        | 26     |
| Vereinigtes Königreich (OCC)   | 2 (30 Wo.)        | 30     |

| ChartsJahrescharts (2001)    | Platzierung |
| ---------------------------- | ----------- |
| Deutschland (GfK)            | 71          |
| Österreich (Ö3)              | 54          |
| Schweiz (IFPI)               | 44          |
| Vereinigtes Königreich (OCC) | 25          |

| ChartsJahrescharts (2002) | Platzierung |
| ------------------------- | ----------- |
| Deutschland (GfK)         | 80          |
| Österreich (Ö3)           | 46          |
| Schweiz (IFPI)            | 64          |

### Auszeichnungen für Musikverkäufe
| Land/Region                  | Auszeichnungen für Musikverkäufe (Land/Region, Auszeichnung, Verkäufe) | Verkäufe  |
| ---------------------------- | ---------------------------------------------------------------------- | --------- |
| Argentinien (CAPIF)          | Platin                                                                 | 40.000    |
| Australien (ARIA)            | Platin                                                                 | 70.000    |
| Belgien (BRMA)               | Platin                                                                 | (50.000)  |
| Dänemark (IFPI)              | Gold                                                                   | (25.000)  |
| Deutschland (BVMI)           | Gold                                                                   | (150.000) |
| Europa (IFPI)                | 3× Platin                                                              | 3.000.000 |
| Finnland (IFPI)              | —                                                                      | (12.194)  |
| Frankreich (SNEP)            | Platin                                                                 | (300.000) |
| Griechenland (IFPI)          | Platin                                                                 | (30.000)  |
| Italien (FIMI)               | Gold                                                                   | (25.000)  |
| Kanada (MC)                  | 6× Platin                                                              | 600.000   |
| Neuseeland (RMNZ)            | 3× Platin                                                              | 45.000    |
| Polen (ZPAV)                 | Gold                                                                   | (50.000)  |
| Schweden (IFPI)              | Gold                                                                   | (30.000)  |
| Schweiz (IFPI)               | Platin                                                                 | (40.000)  |
| Spanien (Promusicae)         | Platin                                                                 | (100.000) |
| Vereinigte Staaten (RIAA)    | 4× Platin                                                              | 4.000.000 |
| Vereinigtes Königreich (BPI) | 3× Platin                                                              | (900.000) |
| Insgesamt                    | 5× Gold · 27× Platin ·                                                 | 7.755.000 |

Hauptartikel: Pink Floyd/Auszeichnungen für Musikverkäufe